# Єгоровці
Єго́ровці (рос. Егоровцы) — присілок у складі Селтинського району Удмуртії, Росія.

## Населення
Населення — 19 осіб (2010; 44 в 2002).
Національний склад станом на 2002 рік:
- росіяни — 89 %

## Урбаноніми[3]
- вулиці — Пісочна